# محمد أسلم خان خليل
محمد أسلم خان خلـيل (بالإنجليزية: Mohammad Aslam Khan Khalil)‏ هو فيزيائي باكستاني، ولد في 7 يناير 1950 في جانسى في الهند.